# 아니타 브리엠
아니타 브리엠(아이슬란드어: Anita Briem, 1978년 5월 29일 ~ )은 아이슬란드의 배우이다.

## 출연 작품
- 솔트 앤 파이어 (2016)
- 마놀로와 마법의 책 (2014)
- 엘리베이터 (2011)
- 에브리씽 윌 해픈 비포 유 다이 (2010)
- 딜런 독: 죽음의 밤 (2010)
- 잃어버린 세계를 찾아서 (2008)
- 튜더스 1 : 왕의 여자들 (2007)
- 콜드 트레일 (2006)
- 블러드 레이크 (2005)